# Institut polytechnique de Porto

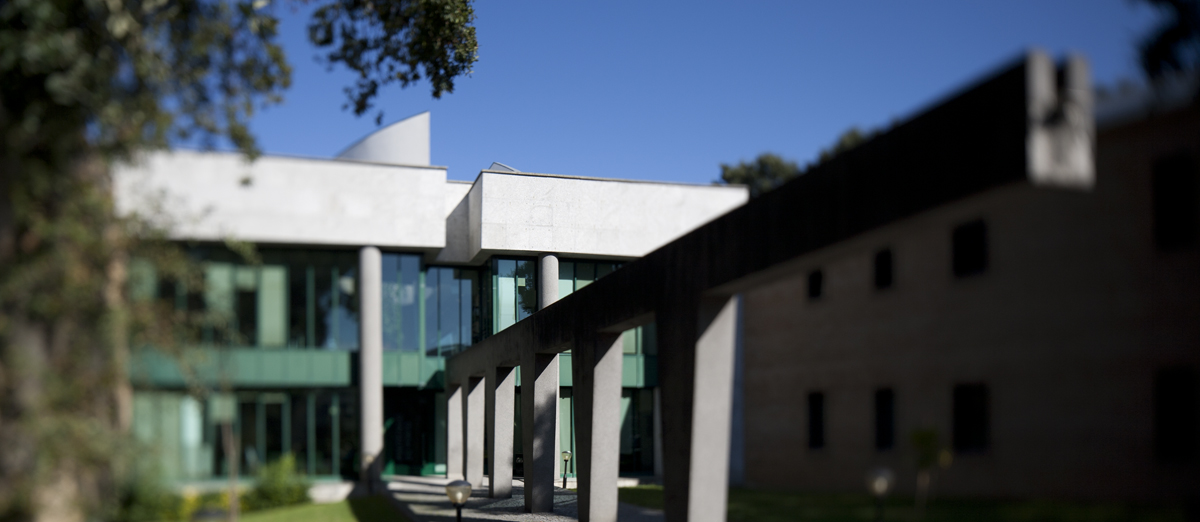

L'institut polytechnique de Porto (IPP), ou plus couramment connu sous Polytechnique de Porto (P.Porto), est un institut polytechnique public portugais fondé en 1985 à Porto.

## Organisation
L'institut polytechnique possède 8 écoles à travers ses 3 campus :
- Porto
  - Institut supérieur d'ingénierie (ISEP)
  - Institut supérieur de comptabilité et administration - Instituto Superior de Contabilidade e Administracao do Porto (ISCAP)
  - École supérieure de santé (ESS)
  - École supérieure d'éducation (ESE)
  - École supérieure de musique et arts du spectacle (ESMAE)
- Póvoa de Varzim/Vila do Conde
  - École supérieure d'hôtellerie et du tourisme (ESHT)
  - École supérieure d'arts médiatiques et de design (ESMAD)
- Tâmega et Sousa
  - École supérieure de technologie et gestion (ESTG)

## Classements internationaux
En 2021, P.Porto se classe à la 418e place parmi les meilleures universités européennes selon le classement du Times Higher Education.